# Costa del Azahar

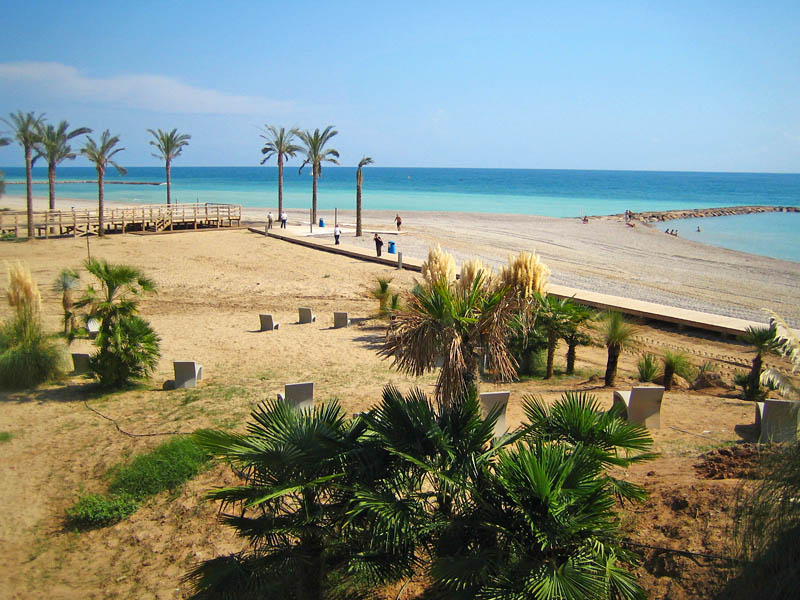
Playas de Benicasim.

La Costa Azahar es el nombre turístico dado a la costa del mar Balear, en el Mediterráneo, situada en la provincia de Castellón (España), constituida por unos 120 km de playas y calas. Su nombre proviene del azahar, flor del naranjo y cultivo por excelencia de la provincia. Limita al norte con la Costa Dorada (provincia de Tarragona) y al sur con la Costa de Valencia (provincia de Valencia).

## Delimitación geográfica
Tradicionalmente la denominación de Costa del Azahar también ha comprendido a la costa de la provincia de Valencia (incluso hasta llegar al cabo de la Nao en la Alicante), pero la oficialización de la marca turística para referirse solamente a la provincia de Castellón, ha hecho que últimamente, la denominación turística para la costa de la provincia de Valencia se denomine simplemente Costa de Valencia. Coexiste también con la denominación en valenciano, menos extendida, de Costa dels Tarongers.

## Municipios

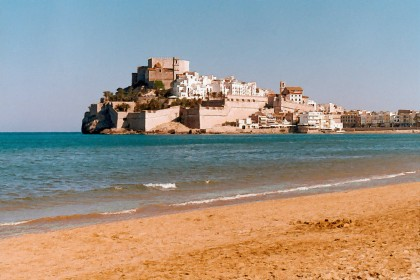
Peñíscola.

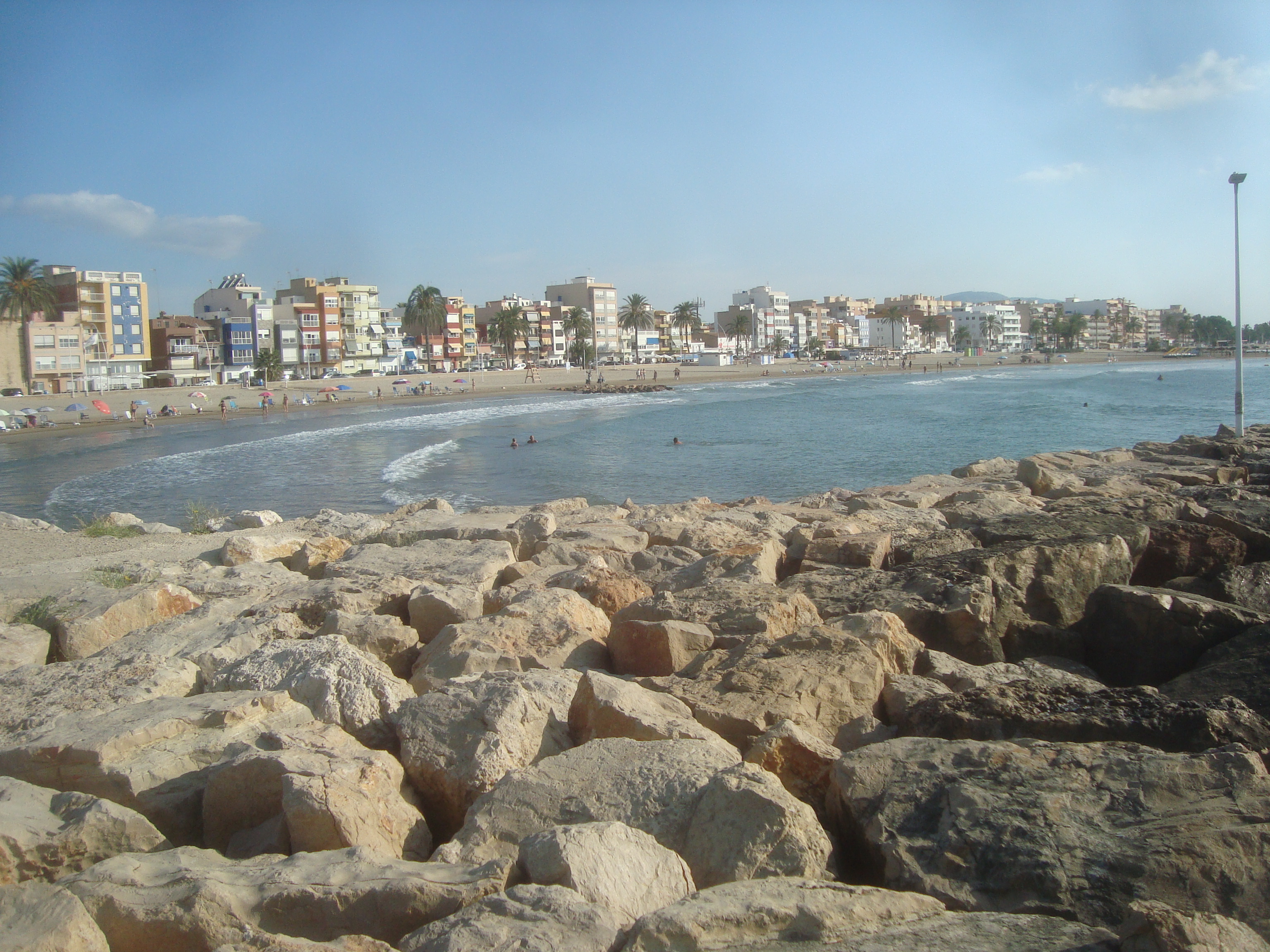
Playa de Torrenostra-Torreblanca.

Las localidades situadas en la Costa del Azahar (de norte a sur) son: Vinaroz, Benicarló, Peñíscola, Alcalá de Chivert, Torreblanca, costa de Cabanes, Oropesa del Mar, Benicasim, Castellón de la Plana, Almazora, Burriana, Nules, Moncófar, Chilches, La Llosa y Almenara.
Sus capitales por excelencia son las ciudades de Benicasim y Peñíscola, ya que estos municipios son el gran foco turístico de la costa.

## Transportes
desde de hoy es un mar que tiene  mares y además tiene poca agua en el corriente

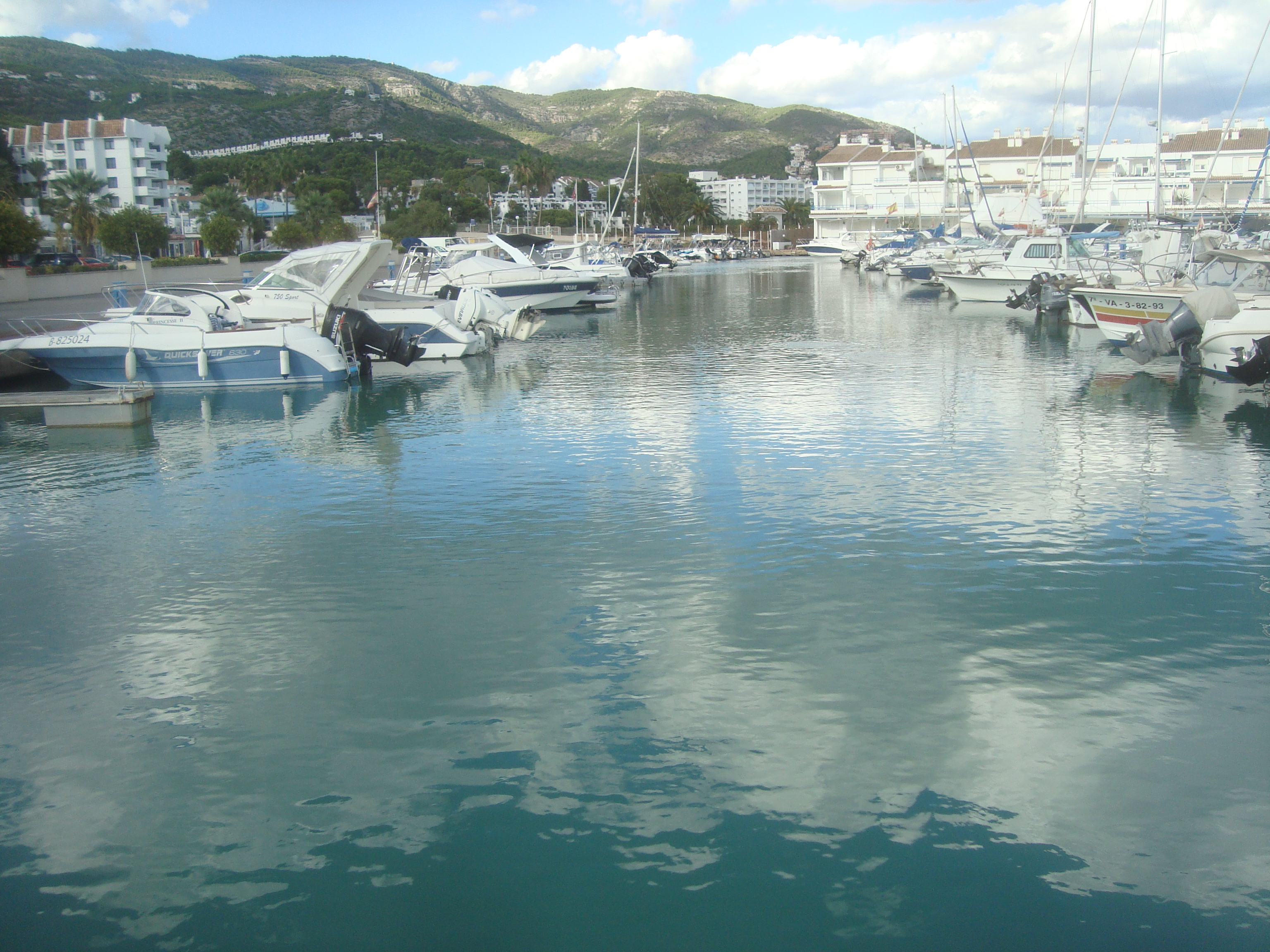
marina del norteAlcossebre.

## Descripción
Si nos centramos en la marca turística como tal y no en el tramo de costa geográfico comprendido entre el delta del Ebro y el Cabo de la Nao, "Costa Azahar" solo comprendería a la costa de la provincia de Castellón, y por tanto, en la misma, el turismo de sol y playa propio de localidades costeras como Vinaroz, Benicarló, Peñíscola, Alcocebre, Oropesa del Mar, Burriana, Benicasim, Chilches, Moncófar o Nules, también contrasta con los parajes naturales protegidos de la Sierra de Irta (macizo montañoso paralelo a la costa prácticamente inalterado), el humedal del Prado de Cabanes-Torreblanca, los parajes del Desierto de las Palmas y sus vistas de la costa, o la Reserva Natural de las Islas Columbretes a 56 km de la costa. En el campo musical se puede escuchar el pasodoble 'Costa del Azahar' compuesto por el Maestro Manuel Lillo Torregrosa.

## Naturaleza

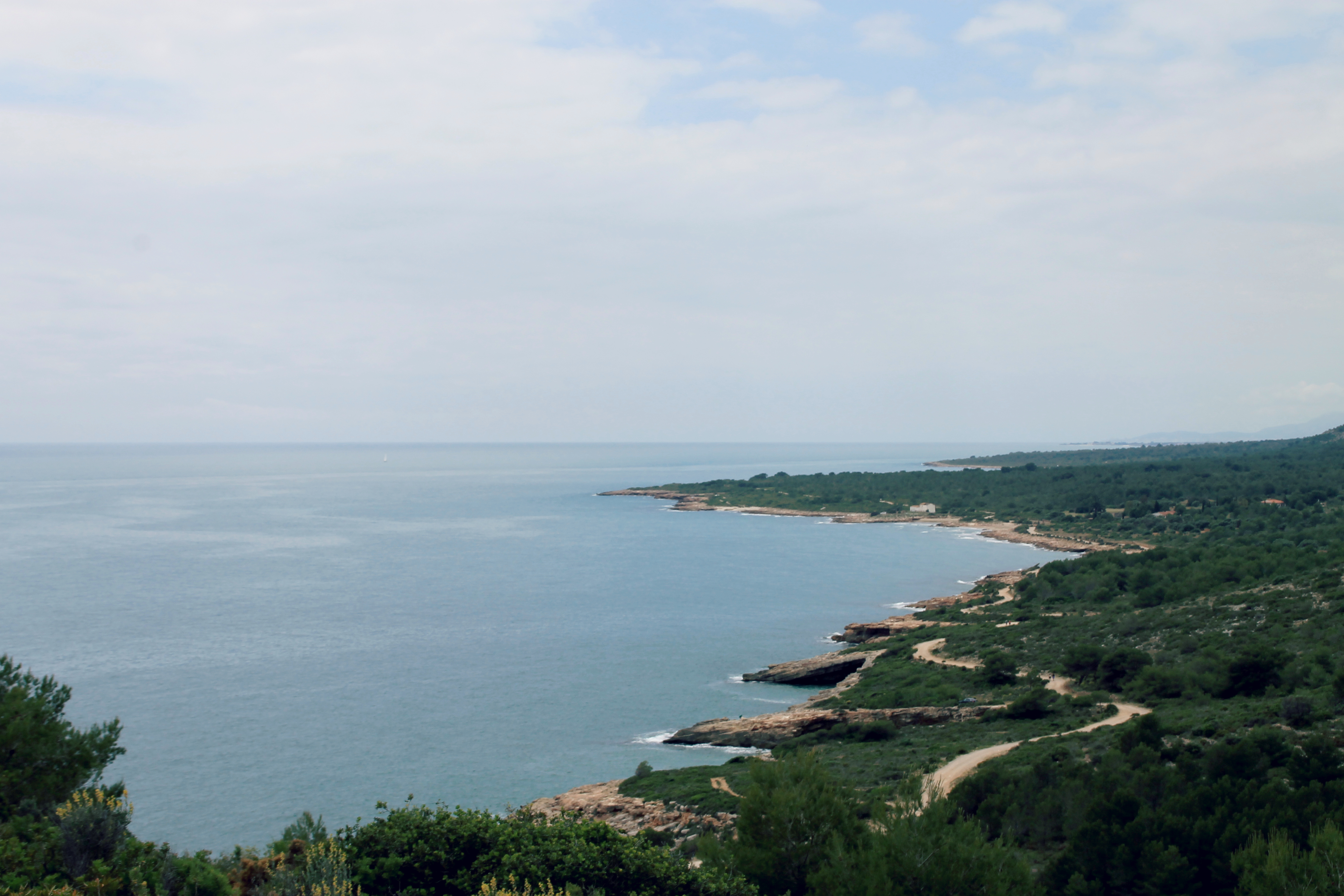
Sierra de Irta frente a la costa.

La Costa del Azahar tiene como vegetación natural típica el matorral mediterráneo formado entre otras por el palmito, (Chamaerops humilis L.) (única palmera endémica de Europa); la coscoja, (Quercus coccifera L.); el lentisco, (Pistacia lentiscus L.); el enebro de la Miera o broja (Juniperus oxycedrus L. var. macrocarpa); la Albaida, (Anthhylis cytisoides L.); el Espino negro (Crataegus Calpodendron); el pino piñonero, el pino carrasco y el hinojo, (Foeniculum vulgare). 
Actualmente, el desarrollo urbanístico del litoral ha destruido gran parte de esta vegetación endémica, sustituyéndola por cultivos de árboles frutales (principalmente naranjos) y ejemplares ornamentales de palmera datilera.

## Ocio
Existe también cierto turismo de festivales en la costa castellonense, con ofertas musicales como el Arenal Sound Festival (Burriana), el Festival Internacional de Benicasim y el Electrosplash Music Festival en la playa de Fora-Forat de Vinaroz.
Aparte de la constante oferta lúdica y de ocio de la capital, también se encuentran próximos al mar, pequeños enclaves como el pueblo fortificado de Mascarell, las pequeñas villas marineras de la costa, o el constante cultivo de cítricos tan propio de la provincia.

## Véase también

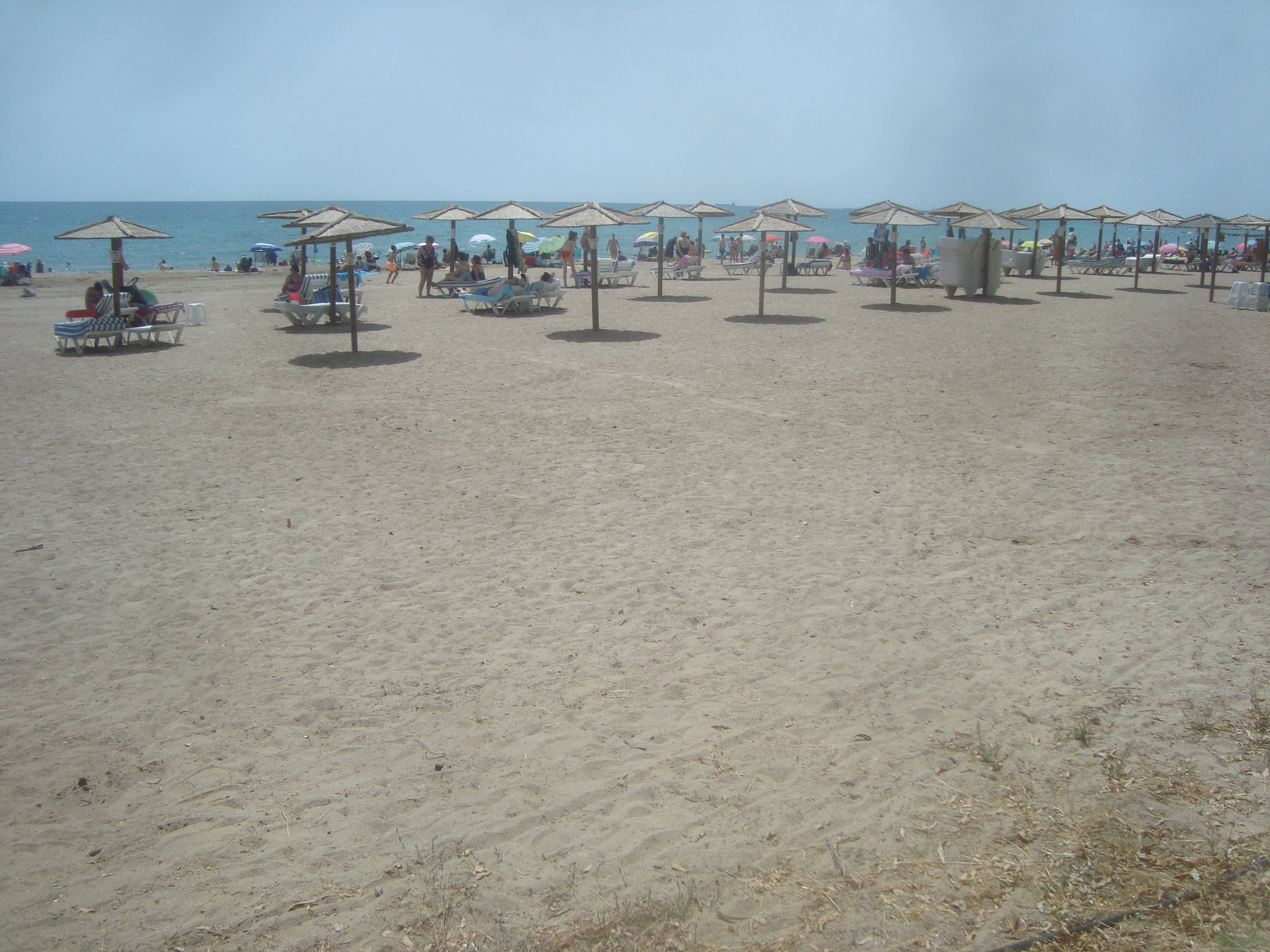
Vista panorámica de la Playa Heliópolis de Benicàssim, julio 2022.